# Vendresse
Pour les articles homonymes, voir Vendresse (homonymie).
Vendresse est une commune française située dans le département des Ardennes en région Grand Est.
Dans le pays des crêtes préardennaises, elle est à mi-distance entre Villers-le-Tilleul (6,8 kilomètres) et Chémery-sur-Bar (5 kilomètres), à 20 kilomètres de Sedan et 25 km de Charleville-Mézières.
Entouré de bois, de champs et traversé par la Bar et le canal des Ardennes, le village est à orientation agricole. Par le passé, il abritait une grande fonderie (le haut-fourneau), que le XXe siècle a transformé en lieu résidentiel. Autour du haut-fourneau se dresse désormais le domaine de Vendresse qui, avec le couvent de la Cassine, fait partie des sites touristiques de la commune.

## Géographie

### Localisation
| Élan                                             | Sapogne-et-Feuchères | Omicourt                               |
| Villers-le-Tilleul et Omont                      | Vendresse            | Chémery-sur-Bar et La Neuville-à-Maire |
| Louvergny (comm. dél. de Bairon-et-ses-Environs) | Sauville             | Le Mont-Dieu                           |

Vendresse est une commune agricole située sur la rive gauche de la Bar, à dix kilomètres de la Meuse, à Flize. La superficie de la commune est de 4 322 hectares. L'altitude moyenne du territoire est de 163 mètres. L'habitat est concentré en un bourg (celui de Vendresse) et différents hameaux. La commune est traversée par la D 12 Pont-à-Bar/Authe.

### Géologie, relief et hydrographie

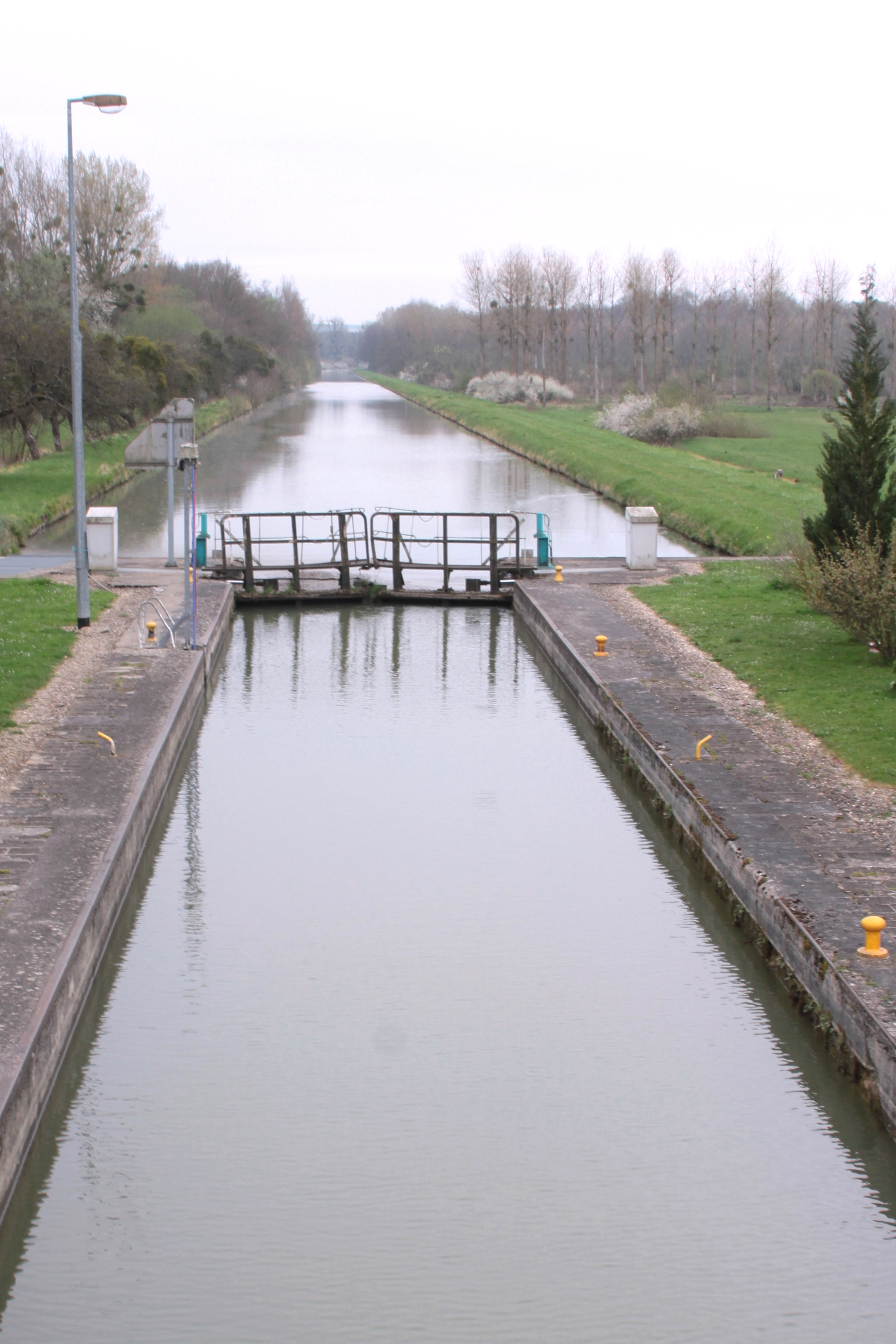
Le canal et son écluse de La Cassine.

Vendresse s'étend sur 4 322 ha. 56 % du territoire est constitué de bois (soit 2 406 ha). Elle s’établit au pied des forêts domaniales de Vendresse, d'Élan, du Mont Dieu, des Bois de La Cassine, Chagny et Omicourt. Elle est située dans la vallée de la Bar, dominée par la butte d'Omont (un des lieux les plus élevés du plateau formant les crêtes pré-ardennaises) et le Mont Joly (un autre sommet s'élevant à 301 mètres au cœur de la forêt[Quoi ?] Mazarin).
La vallée de la Bar était le lieu de passage d'une ancienne grosse rivière qui récoltait les eaux de l'Aire.Elle a aujourd'hui laissé place à la petite rivière qu'est la Bar. De nos jours, la vallée accueille aussi le Canal des Ardennes qui longe cette rivière. Vendresse se trouvant en contrebas de la vallée, il n'est pas rare que la Bar déborde vers la fin de l'hiver, inondant tout ou partie des pâtures entre la ferme de la Morteau et Ambly-sur-Bar. De plus, le sol vendressois est composé d'argile mais aussi de grève, très utilisée dans l'industrie du Bâtiment et des travaux publics pour faire du béton. C'est pour cette raison que la commune est entourée d'un grand nombre d'étangs, d'anciennes gravières d'une douzaine de mètres de profondeur pour les plus récentes. Actuellement, deux sont utilisées dans la commune, sur d'anciennes pâtures.

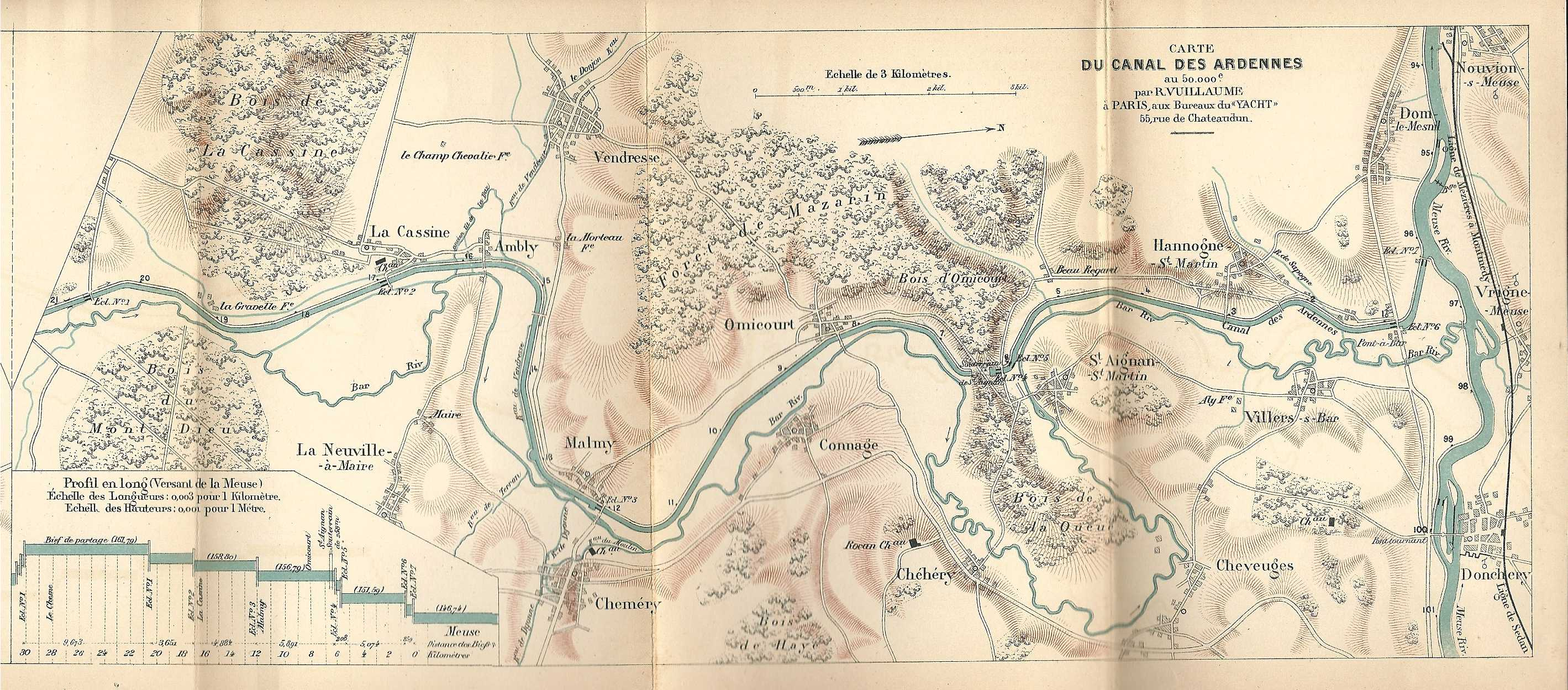
Carte du canal de La Cassine à la Meuse de R. Vuillaume datant 1885.

La commune est également traversée par les ruisseaux des Petits étangs, de l'étang des Vivaubières, du Donjon, de la Fontaine Saint-Rémy, du Batardeau, des Aules et du prés de la Noue.

### Hydrographie
La commune est dans le bassin versant de la Meuse au sein du bassin Rhin-Meuse. Elle est drainée par la Bar, le canal des Ardennes  (versant Meuse), le ruisseau le Donjon, le ruisseau de la Fontaine St-Remy, le ruisseau des Aules et le ruisseau du Batardeau,.
La Bar, d'une longueur de 62 km, prend sa source dans la commune de Harricourt et se jette  dans la Meuse à Dom-le-Mesnil, après avoir traversé 20 communes.
Le canal des Ardennes  (versant Meuse), d'une longueur de 30 km,  est un chenal et un cours d'eau naturel navigable qui a son origine dans la commune de Bairon et ses environs et se jette  dans la Meuse à Dom-le-Mesnil, après avoir traversé dix communes.
Le ruisseau le Donjon, d'une longueur de 12 km, prend sa source dans la commune d'Omont et se jette  dans la Bar à Chémery-Chéhéry, après avoir traversé trois communes. Son lit a été déplacé pour que l'eau soit employée au haut-fourneau. Elle traverse d'ailleurs un étang, situé en face de la ferme de la Lobbe, servant autrefois à laver les minerais de fer. Le Donjon a, par le passé, repris temporairement son ancien cours.

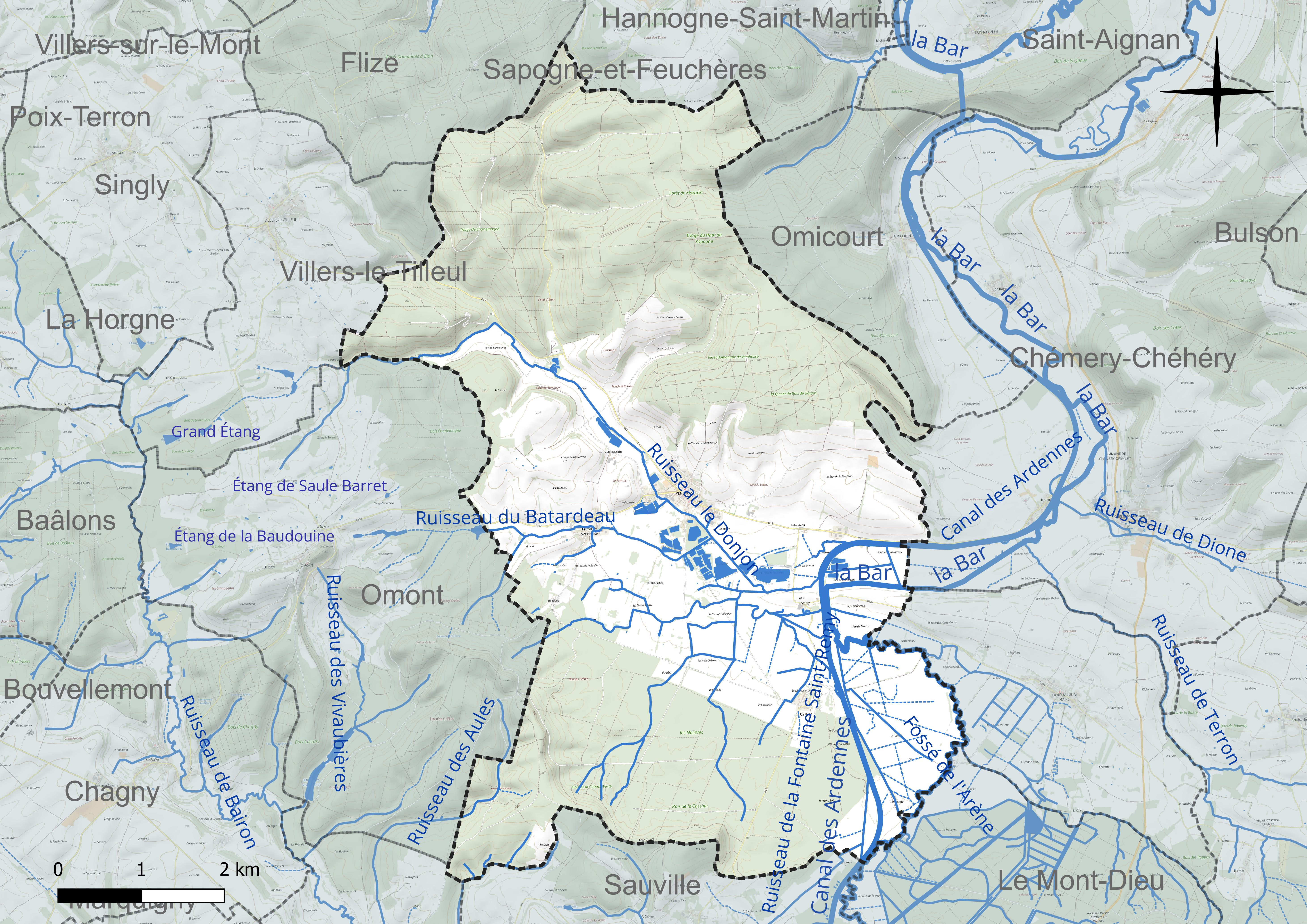
Réseau hydrographique de Vendresse.

Un plan d'eau complète le réseau hydrographique : l'étang de Vendresse (0,9 ha),.

### Climat
Pour des articles plus généraux, voir Climat du Grand Est et Climat des Ardennes.
En 2010, le climat de la commune est de type climat des marges montagnardes, selon une étude du Centre national de la recherche scientifique s'appuyant sur une série de données couvrant la période 1971-2000. En 2020, Météo-France publie une typologie des climats de la France métropolitaine dans laquelle la commune est exposée à un climat océanique altéré et est dans une zone de transition entre les régions climatiques « Nord-est du bassin Parisien » et « Lorraine, plateau de Langres, Morvan ».
Pour la période 1971-2000, la température annuelle moyenne est de 9,8 °C, avec une amplitude thermique annuelle de 15,6 °C. Le cumul annuel moyen de précipitations est de 924 mm, avec 13,4 jours de précipitations en janvier et 9,4 jours en juillet. Pour la période 1991-2020, la température moyenne annuelle observée sur la station météorologique de Météo-France la plus proche, « Douzy », sur la commune de Douzy à 19 km à vol d'oiseau, est de 10,5 °C et le cumul annuel moyen de précipitations est de 857,0 mm. 
La température maximale relevée sur cette station est de 40,3 °C, atteinte le 25 juillet 2019 ; la température minimale est de −14,8 °C, atteinte le 3 janvier 2004,,.
Les paramètres climatiques de la commune ont été estimés pour le milieu du siècle (2041-2070) selon différents scénarios d'émission de gaz à effet de serre à partir des nouvelles projections climatiques de référence DRIAS-2020. Ils sont consultables sur un site dédié publié par Météo-France en novembre 2022.

### Voies de communication et transports

#### Réseau routier

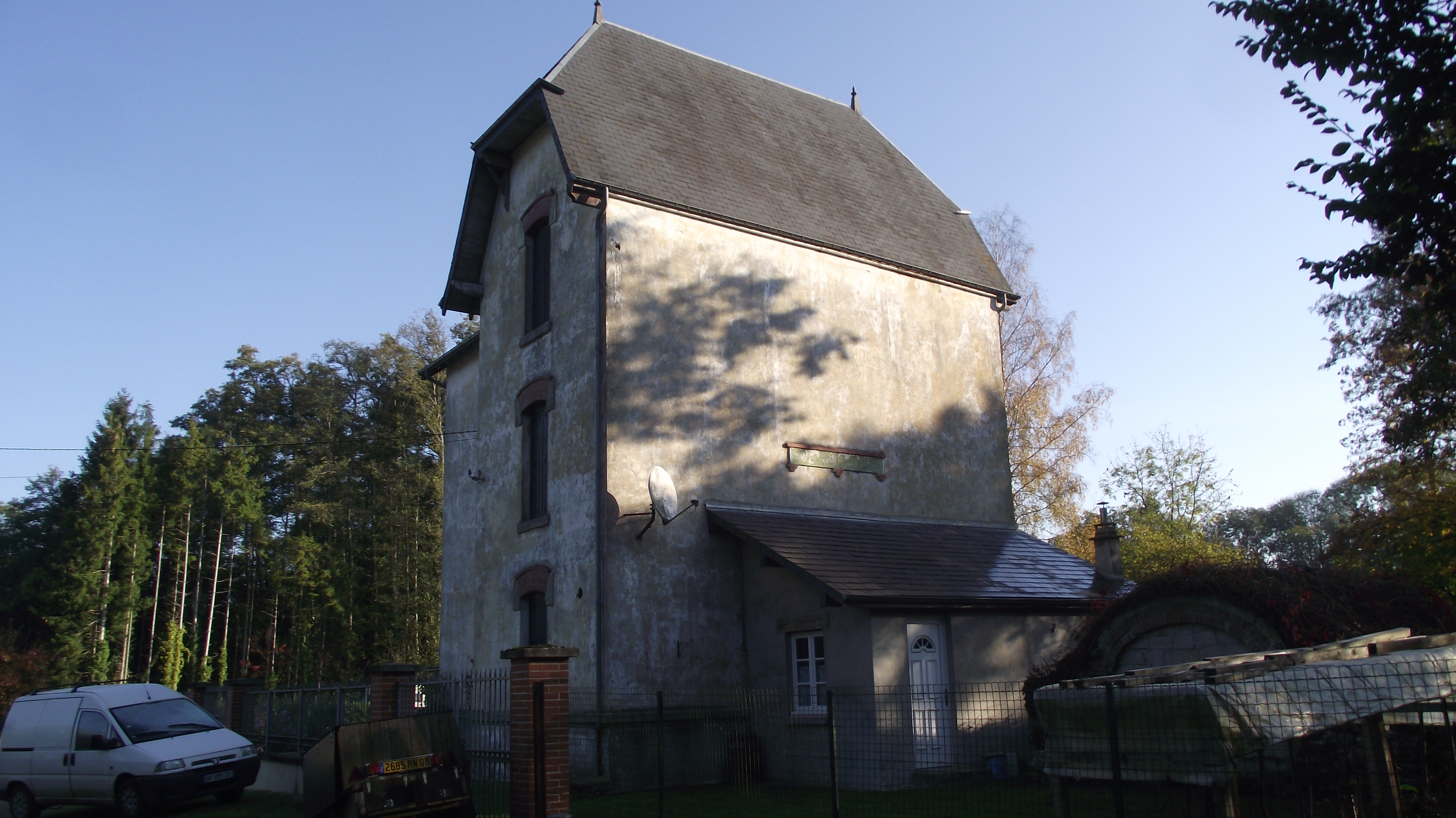
Ancienne gare de Vendresse.

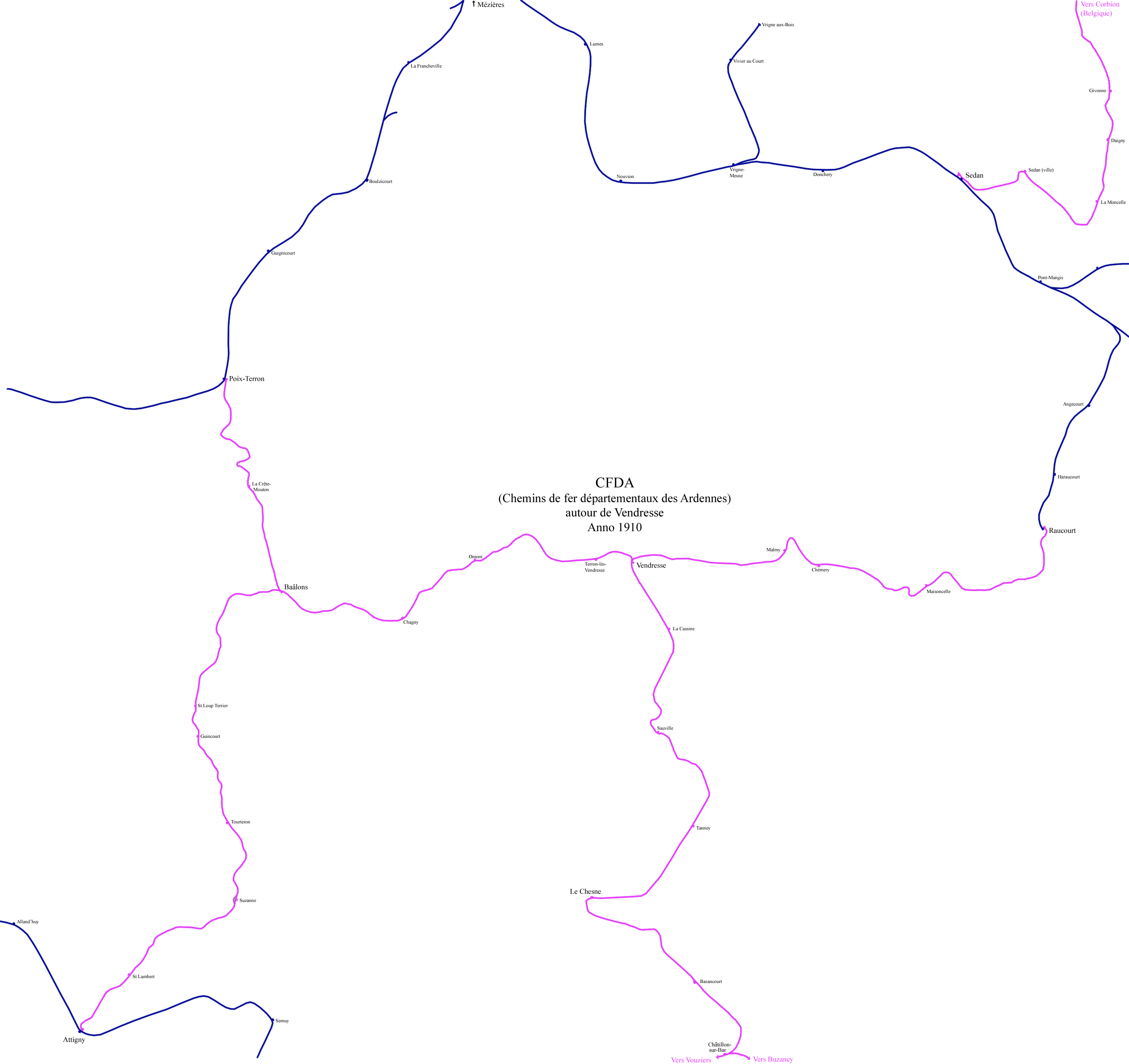
Réseau ferré des Ardennes au début du XXe siècle

Historiquement, Vendresse s'est constitué autour de deux axes ; une route (aujourd'hui la départementale 12) allant de Pont-à-Bar à Authe et une route, aujourd'hui la départementale 333, qui relie la commune à Omont, ancien haut-lieu féodal.
Le chemin de la vierge amène vers le bois de la Vierge et l'allée de douglas centenaires importés de Vancouver et plantés au début du siècle dernier (1912) par Pol Bouin, qui donna son nom à la rue principale du village (la D 12).

#### Transports interurbains et scolaires
Les cars de la RDTA constituent le réseau interurbain des Ardennes. Pour permettre le déplacement de tous les habitants du département dans de bonnes conditions de transport, le conseil général a confié à la RDTA la mise en place d'un réseau de car traversant chaque commune, qui, à partir des 463 communes du département, permet d'atteindre les villes-correspondances du réseau.
La commune est donc desservie par les lignes : 3, 14, 16 et 17.
En plus, il existe des lignes gérées par la RDTA, assurant les déplacements scolaires sur l'ensemble des 93 communes de la communauté de communes.

#### Ancienne voie ferrée
La Compagnie du chemin de fer départementaux des Ardennes exploite le réseau ferré des Ardennes notamment au début du XXe siècle comme le montre cette carte : les liaisons ferroviaires qui desservaient Vendresse sont Poix-Terron - Raucourt et Poix-Terron - Le Chesne - Buzancy. Trois arrêts ont lieu sur la commune : un premier au bourg de Vendresse, un second à Terron-lès-Vendresse et le troisième à La Cassine.

#### Transport fluvial et maritime
Le canal des Ardennes est un canal navigable construit entre 1823 et 1831, possédant 44 écluses. Il relie l'Aisne à Vieux-lès-Asfeld à la Meuse à Pont-à-Bar (Dom-le-Mesnil). Sa voie d'eau est utilisée pour le transport de marchandise entre Le Havre embouchure de la Seine, confluent de l'Oise elle-même confluent de l'Aisne et Rotterdam, embouchure de la Meuse, ce qui en fait un des carrefours important du trafic fluvial européen. Il n'est cependant utilisé principalement que par les touristes sur des péniches. Car sur le plan économique il est en concurrence avec le canal du Nord.

## Urbanisme

### Typologie
Au 1er janvier 2024, Vendresse est catégorisée commune rurale à habitat dispersé, selon la nouvelle grille communale de densité à 7 niveaux définie par l'Insee en 2022.
Elle est située hors unité urbaine. Par ailleurs la commune fait partie de l'aire d'attraction de Charleville-Mézières, dont elle est une commune de la couronne,. Cette aire, qui regroupe 132 communes, est catégorisée dans les aires de 50 000 à moins de 200 000 habitants,.

### Occupation des sols
L'occupation des sols de la commune, telle qu'elle ressort de la base de données européenne d’occupation biophysique des sols Corine Land Cover (CLC), est marquée par l'importance des forêts et milieux semi-naturels (56,3 % en 2018), une proportion sensiblement équivalente à celle de 1990 (56,6 %). La répartition détaillée en 2018 est la suivante : 
forêts (56,3 %), prairies (27 %), terres arables (13,9 %), zones urbanisées (0,9 %), zones agricoles hétérogènes (0,9 %), eaux continentales (0,9 %). L'évolution de l’occupation des sols de la commune et de ses infrastructures peut être observée sur les différentes représentations cartographiques du territoire : la carte de Cassini (XVIIIe siècle), la carte d'état-major (1820-1866) et les cartes ou photos aériennes de l'IGN pour la période actuelle (1950 à aujourd'hui).

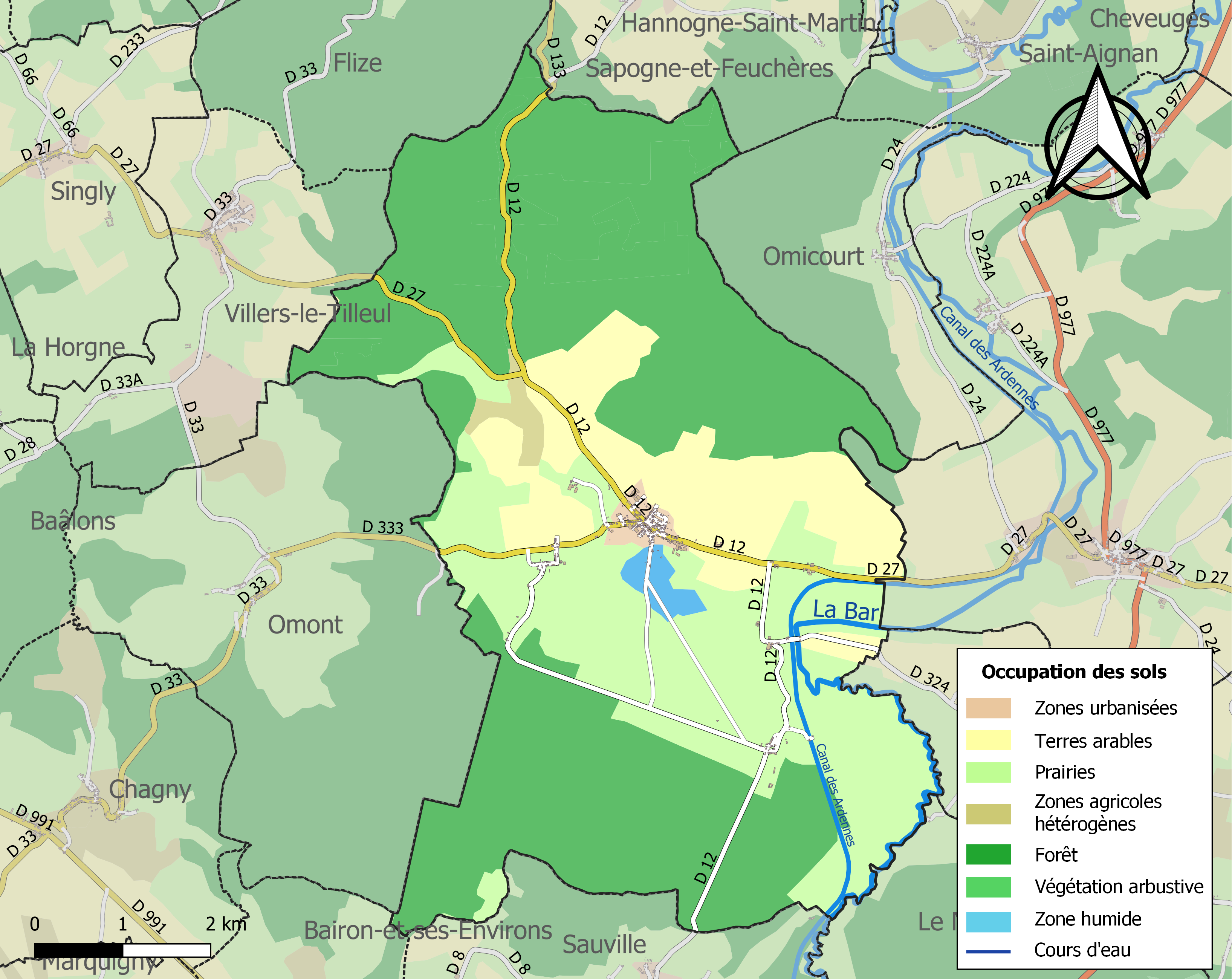
Carte des infrastructures et de l'occupation des sols de la commune en 2018 (CLC).

### Morphologie urbaine
Les habitants de la commune sont dispersés en un gros bourg qui concentre la majorité de la population et de cinq hameaux issus de diverses fusions (par nombre d'habitants décroissant) : La Cassine, Terron-lès-Vendresse, Ambly-sur-Bar, la ferme de la Morteau et la ferme de la Lobbe.

## Toponymie
Le nom de Vendresse vient de Vindonissa qui signifie en langue gauloise « ruisseau blanc »,. En guise de comparaison, un autre Vendresse, dans l'Aisne, était encore appelé Vindonissa au Moyen Âge dans le Testament de Saint Rémi.
Ses habitants sont appelés les Vendressois.

## Histoire

### Préhistoire et âge du fer
L'exploitation intensive d'une gravière a permis aux archéologues de découvrir à Vendresse une zone fréquentée par l'homme durant la Préhistoire. Ce site a été habité  de l'âge du fer (-800) jusqu'au début de l'époque gallo-romaine, sur les bords de la Bar. On a retrouvé les traces d'un enclos délimité par un fossé et de nombreux trous de poteau et quelques fosses, vestiges d'un habitat celte.

#### Construction de l'église
La construction s'est déroulée en plusieurs étapes. Au XIIe siècle, le vaste territoire de Vendresse est boisé et fertile. Il est occupé par différentes seigneuries aux châteaux de la Lobbe, de la Morteau et d'Ambly qui ont apporté de nombreux dons pour la construction de l'église. Cette construction a débuté en 1155 par la nef et le chœur, puis la voûte des bas-côtés a été construite aux XVe et XVIe siècles, les gravures sur les clefs de voûte en font foi et indiquent les familles donatrices, la famille Laire de la Morteau par exemple. Ensuite, au XVIIe siècle, les meurtrières, toujours présentes de nos jours, sont creusées. Puis sous l'influence d'Hortense Mancini et son mari, fervents catholiques, les transepts sont agrandis avec des ouvertures plus importantes, le chœur remanié et surélevé pour accueillir le maitre-hôtel et l'orgue est installée par le facteur d'orgue de Sedan, M. Borrant.
Ensuite au XIXe siècle, lors de la Révolution, l'église est dégradée, avec notamment cette inscription robespierriste : « Le peuple français reconnait l’existence de l’être suprême et l’immortalité de l’âme » toujours visible au-dessus de la porte latérale. L'église est aussi dotée de fonts baptismaux en pierre bleue de Givet, d'un chemin de croix du XIXe siècle ainsi que de différentes tombes de notables et seigneurs de la région.

### Époque moderne et contemporaine

#### La bataille de Sedan

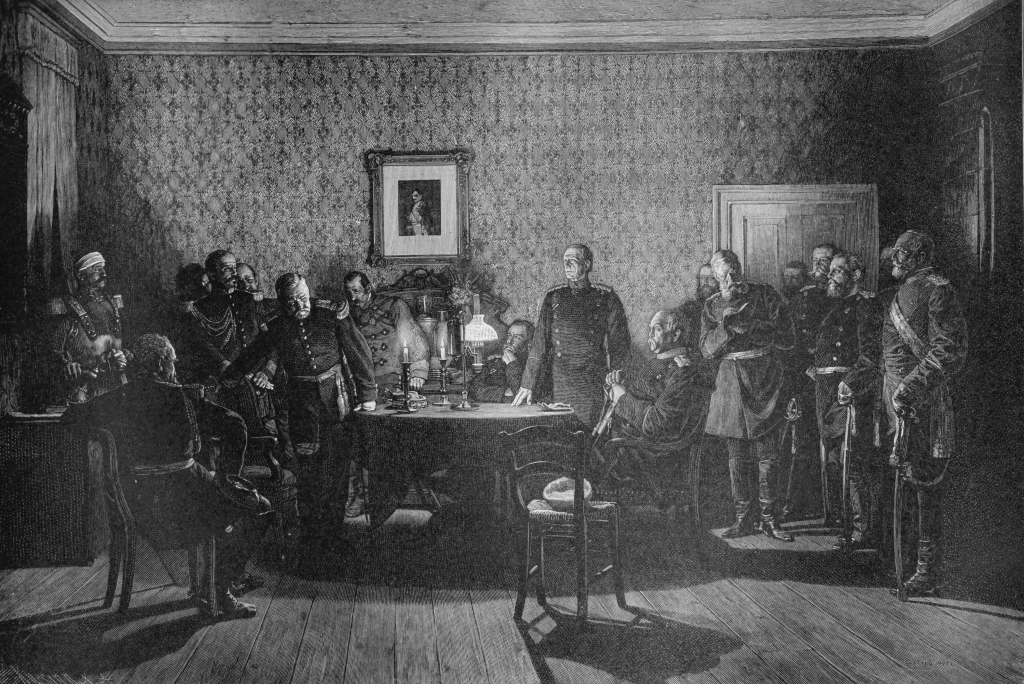
Signature de la capitulation à Donchery.

Lors de la bataille de Sedan, le 1er septembre 1870, les troupes françaises menées par Edme de Mac-Mahon combattent les troupes prussiennes et bavaroises menées par Helmuth von Moltke. Cette bataille signe la défaite française de la guerre franco-prussienne de 1870.
Elle se déroula dans les alentours de Sedan, le roi Guillaume de Prusse assiste avec son chancelier, Otto von Bismarck à la bataille depuis la colline de Frénois. Ces derniers séjournèrent sur la commune de Vendresse pendant la bataille, à la Villa La Roques pour Bismark, au château Hannonet (rue de la Halle) pour Guillaume Ier et le Kronprinz au château de la Cassine, aujourd'hui en ruines. C'est aussi dans le village que devaient se rencontrer les deux chefs d'État actuels (France et Allemagne) pour signer l'acte de reddition.

#### XXesiècle
Lors de la bataille de France, les Allemands de la 1. Panzer-Division de Friedrich Kirchner franchissent le matin du 14 mai 1940 le canal des Ardennes à Omicourt et Malmy et attaquent alors vers Vendresse, défendue en avant par la 5e division légère de cavalerie (général Chanoine), avec également divers éléments de la 3e brigade de spahis (2e marocains et 2e algériens) et du 66e groupe de reconnaissance de division d'infanterie,. Les Stukas de la Luftwaffe interviennent alors et, selon les mots de l'auteur Jean-Yves Mary, « transforment la position en un terrain lunaire ». Immédiatement, pour ne pas laisser le temps aux Français de se remettre du raid aérien, les Allemands de la Kampfgruppe Nedtwig (commandée par Johannes Nedtwig, c'est un groupement tactique de la 1. Panzer-Division) passent à l'attaque. Kirchner rend compte de « combats acharnés autour de Vendresse » mais les défenseurs sont débordés par la force de l'assaut allemand, à 16h Chanoine fait replier les troupes vers le sud-ouest sous la couverture des véhicules du 5e régiment d'automitrailleuses, quelques isolés tiendront encore dans Vendresse avant de rejoindre les lignes la nuit.
En 1965 la commune fusionne avec la commune de Terron-lès-Vendresse, puis en 1970 avec la commune de La Cassine.

## Politique et administration

### Tendances politiques et résultats
Lors de toutes les élections, hormis aux élections municipales où la seule liste se présente comme d'intérêt local, les électeurs de Vendresse se sont prononcés pour des candidats positionnés à droite de l'échiquier politique.
- Lors du premier tour de l'élection présidentielle du 22 avril 2012, sur les 359 inscrits sur les listes électorales de Vendresse, 291 ont voté (18,94 % d'abstention) et 288 votants ont exprimé un vote valide. Marine Le Pen a obtenu 88 voix (30,56 %), Nicolas Sarkozy 77 voix (26,74 %), François Hollande 63 voix (21,88 %), François Bayrou 26 voix (9,03 %) et Jean-Luc Mélenchon 17 voix (5,90 %). Le deuxième tour du 6 mai a mobilisé 283 votants (21,17 % d'abstention) et 262 votants ont exprimé un vote valide. Nicolas Sarkozy a obtenu 155 voix (59,16 %) et François Hollande 107 voix (40,84 %)[33]. Vendresse avait voté en 2007 à 66,44 % pour Nicolas Sarkozy et à 33,56 % pour Ségolène Royal[34].

Élections législatives, résultats des deux meilleurs scores
- Élections législatives de 2007[35]: 76,33 % pour Bérengère Poletti (UMP), 23,67 % pour Claudine Ledoux (PS), 63,81 % de participation.

Élections européennes, résultats des deux meilleurs scores
- Élections européennes de 2004[36]: 20,61 % pour Joseph Daul (UMP), 17,56 % pour Bruno Gollnisch (Front national), 40,18 % de participation.
- Élections européennes de 2009[37]: 31,50 % pour Joseph Daul (UMP), 11,81 % pour Sandrine Belier (Europe Écologie), ainsi que pour Catherine Trautmann (PS), 42,18 % de participation.

Élections régionales, résultats des seconds tours
- Élections régionales de 2004[38]: 53,39 % pour Jean-Claude Étienne (UMP), 27,60 % pour Jean-Paul Bachy (PS), et 19 % pour Bruno Subtil (Front national), 68,33 % de participation.
- Élections régionales de 2010[39]: 50,56 % pour Jean-Luc Warsmann (UMP), 35,96 % pour Jean-Paul Bachy (PS) et 13,48 % pour Bruno Subtil (Front national), 51,13 % de participation.

Élections cantonales, résultats des deuxièmes tours
- Élections cantonales de 2004[40]: 28,14 % pour Abellino Poletti (UMP) élu au second tour, 32,90 % pour René Chevalier (Divers droite), 24,68 % pour Jean-Louis Antunes, (socialiste) et 14,29 % pour Louis Marniquet (Front national) 68,62 % de participation.

Élections municipales, résultats des deuxièmes tours
- Élections municipales de 2001 : données manquantes.
- Élections municipales de 2008 : 86,89 % pour André Salvy (Sans étiquette) élu au premier tour, 77,8 % de participation.

Élections référendaires
- Référendum français sur le traité de Maastricht de 1992[41]: 44,88 % pour le Oui, 55,12 % pour le Non, 69,48 % de participation.
- Référendum de 2005 relatif au traité établissant une Constitution pour l’Europe[42]: 42,41 % pour le Oui, 57,59 % pour le Non, 67,35 % de participation.

### Liste des maires
| Période                                  | Période                   | Identité           | Étiquette | Qualité                               |
| ---------------------------------------- | ------------------------- | ------------------ | --------- | ------------------------------------- |
| 1922                                     | 1940                      | Émile Gobert       | DVD       |                                       |
| 1945                                     | 1947                      | Charles Demaugre   | SFIO      | Employé des postes Conseiller général |
| 1947                                     | 1952                      | Émile Gobert       | DVD       |                                       |
| 1952                                     | 1964                      | Gabriel Tayot      | SE        |                                       |
| 1964                                     | 2001                      | Jean Guillin       | SE        |                                       |
| mars 2001                                | fin mars 2014             | André-Louis Salvi  | SE        |                                       |
| mars 2014                                | juin 2019 (décès)         | Jean-Pierre Tayot  | SE        | Exploitant agricole à la retraite     |
| septembre 2019                           | En cours (au 26 mai 2020) | Marie-France Barbe |           | Professeur des écoles                 |
| Les données manquantes sont à compléter. |                           |                    |           |                                       |

### Instances Judiciaires et Administratives
La commune appartient aux tribunaux de première instance et de grande instance de Charleville-Mézières ainsi qu'à la cour d'appel de Reims.

### Jumelages
La commune de Vendresse n'est jumelée avec aucune autre commune.

## Population et société

### Démographie

#### Évolution de la population
L'évolution du nombre d'habitants est connue à travers les recensements de la population effectués dans la commune depuis 1793. Pour les communes de moins de 10 000 habitants, une enquête de recensement portant sur toute la population est réalisée tous les cinq ans, les populations de référence des années intermédiaires étant quant à elles estimées par interpolation ou extrapolation. Pour la commune, le premier recensement exhaustif entrant dans le cadre du nouveau dispositif a été réalisé en 2008.

En 2022, la commune comptait 479 habitants, en évolution de −5,89 % par rapport à 2016 (Ardennes : −2,97 %, France hors Mayotte : +2,11 %).
| 1793 | 1800 | 1806 | 1821 | 1831  | 1836  | 1841  | 1846  | 1851  |
| ---- | ---- | ---- | ---- | ----- | ----- | ----- | ----- | ----- |
| 719  | 791  | 840  | 977  | 1 118 | 1 154 | 1 159 | 1 150 | 1 124 |

| 1866  | 1872  | 1876  | 1881 | 1886 | 1891 | 1896 | 1901 | 1906 |
| ----- | ----- | ----- | ---- | ---- | ---- | ---- | ---- | ---- |
| 1 060 | 1 062 | 1 032 | 992  | 895  | 816  | 784  | 745  | 732  |

| 1911 | 1921 | 1926 | 1931 | 1936 | 1946 | 1954 | 1962 | 1968 |
| ---- | ---- | ---- | ---- | ---- | ---- | ---- | ---- | ---- |
| 745  | 629  | 633  | 557  | 537  | 493  | 427  | 449  | 473  |

| 1975 | 1982 | 1990 | 1999 | 2006 | 2008 | 2013 | 2018 | 2022 |
| ---- | ---- | ---- | ---- | ---- | ---- | ---- | ---- | ---- |
| 469  | 406  | 402  | 400  | 465  | 483  | 519  | 480  | 479  |

#### Pyramide des âges
En 2021, le taux de personnes d'un âge inférieur à 30 ans s'élève à 34,1 %, soit au-dessus de la moyenne départementale (32,7 %). À l'inverse, le taux de personnes d'âge supérieur à 60 ans est de 25,4 % la même année, alors qu'il est de 29,2 % au niveau départemental.
En 2021, la commune comptait 236 hommes pour 235 femmes, soit un taux de 50,11 % d'hommes, légèrement supérieur au taux départemental (48,85 %).
Les pyramides des âges de la commune et du département s'établissent comme suit :
| Hommes | Classe d’âge | Femmes |
| ------ | ------------ | ------ |
| 0,0    | 90 ou +      | 0,5    |
| 7,4    | 75-89 ans    | 10,7   |
| 16,1   | 60-74 ans    | 16,3   |
| 23,3   | 45-59 ans    | 21,1   |
| 18,0   | 30-44 ans    | 18,3   |
| 15,2   | 15-29 ans    | 16,2   |
| 20,0   | 0-14 ans     | 16,9   |

| Hommes | Classe d’âge | Femmes |
| ------ | ------------ | ------ |
| 0,6    | 90 ou +      | 1,9    |
| 7,1    | 75-89 ans    | 10,1   |
| 19     | 60-74 ans    | 19,5   |
| 21     | 45-59 ans    | 20,3   |
| 17,5   | 30-44 ans    | 17,3   |
| 16,6   | 15-29 ans    | 14,2   |
| 18     | 0-14 ans     | 16,6   |

#### Niveaux de formation
Au recensement de 2008, Vendresse comptait 353 habitants de 15 ans et plus (177 hommes et 176 femmes) :
- 22,7 % d'habitants sans diplôme (18,1 % d'hommes et 27,3 % de femmes) ;
- 45,3 % avec un diplôme inférieur au baccalauréat ;
- 14,7 % avec un niveau du baccalauréat (13,0 % d'hommes et 16,5 % de femmes) ;
- 17,2 % (15,8 % d'hommes et 18,3 % de femmes) avec un diplôme de niveau supérieur au baccalauréat.

### Enseignement
L'école possède une école primaire, avec une cantine, les repas viennent du bar-restaurant le Mafate situé à proximité, ainsi qu'une garderie. L'école maternelle est assurée à Chémery-sur-Bar.

### Manifestations culturelles et festivités
- La fête patronale a lieu le dernier dimanche de juillet, où sont présentes quelques attractions.

 (juin 2023).
- le marché paysan de la Cassine a lieu le troisième vendredi du mois de mars à décembre. Il a une nouvelle thématique à chaque édition. Il est organisé par une vingtaine de producteurs et fait découvrir les spécialités de la région et de la saison.
- Le spectacle de la Cassine a lieu les samedis de juillet-août. C'est un spectacle unique en Europe car les spectateurs sont assis dans une tribune de 1 700 places, mobiles sur 300 mètres et cheminent, au fur et à mesure du spectacle, pour finir devant les ruines du château et assister à un feu d'artifice.
- Le festival de la Cassine et un événement qui a lieu le dernier week-end de mai. C'est une demi-douzaine de concerts à prix abordables avec des artistes de renom (comme en 2010 Renan Luce, Sinsemilia ou encore Les Fatals Picards)
- Au cœur du village, le Domaine de Vendresse, à la fois parc de loisirs pour enfants et monument historique propose aux visiteurs des aires de jeux, une galerie d'aquariums d'eau douce, un son et lumière sur le haut-fourneau et de nombreuses animations estivales. Plus de 25 000 personnes y viennent chaque année.

### Santé
Aucun professionnel de la santé n'est implanté dans la commune. Plusieurs médecins généralistes exercent dans la commune voisine du Chesne.

## Économie

### Emploi
Suivant l'enquête annuelle de recensement de 2008, sur les 306 habitants de la commune âgés de 15 à 64 ans, il y a 234 actifs (76,5 %) dont 20 personnes inscrites au chômage (6,50 %). Sur les 72 non actifs, il y a 6,9 % de retraités ou préretraités et 6,2 % d'élèves, étudiants ou stagiaires non rémunérés.
En 2008, sur 214 personnes :
- 180 sont salariés dont[50] :
  - 154 sont employées en CDI ou fonctionnaires,
  - 14 sont employées en CDD,
- 35 sont non salariées dont[50] :
  - 19 sont des travailleurs indépendants,
  - 13 sont des employeurs.

Ces 500 habitants sont répartis en 205 ménages.

### Entreprises et commerces

#### Activité agricole

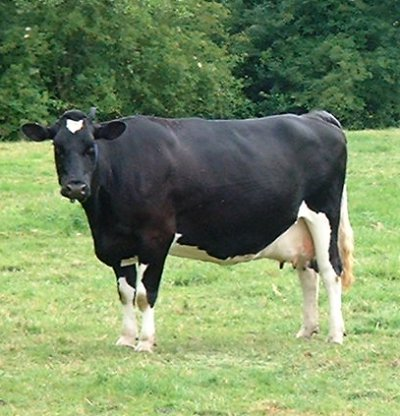
Photographie représentant une vache de race Prim Holsein.

De tous temps, Vendresse a eu une activité orientée vers le secteur primaire, la production agricole étant actuellement la seule activité économique notable de la commune. L'organisation urbaine de la commune est toujours à l'image éclatée de l'habitat rural.
Historiquement la production agricole était autarcique. Le développement de la production de bêtes de boucherie par la généralisation du couchage en herbe. Actuellement, la commune, situé dans une région de polyculture, produit aussi bien des bovins pour leur lait, avec la race Prim-Holstein par exemple, comme pour leur viande, les races Limousine, Charolaise ou encore Salers.
De plus, l'agriculture est aussi céréalière à Vendresse, avec notamment la production de maïs, blé, colza ou encore orge. Une des fermes de la commune produit également des asperges.

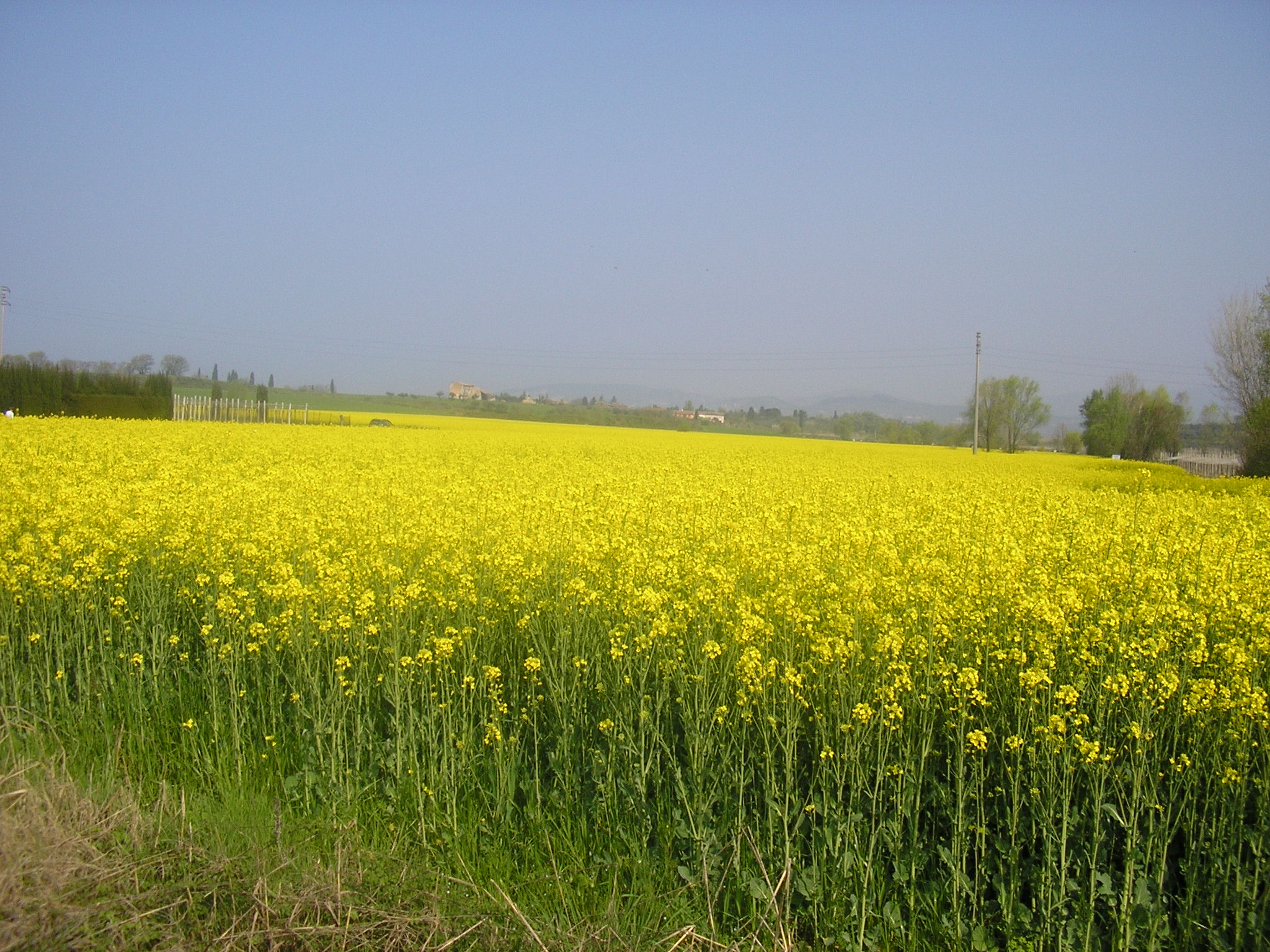
Photographie d'un champ de colza

##### Indication géographique protégée
Deux indications géographiques protégées (IGP) sont présentes sur le territoire de Vendresse :
- Volailles de Champagne[52].
- Jambon sec des Ardennes et noix de jambon des Ardennes[53].

#### Activité herbagère
En 1988, Vendresse compte vingt-deux exploitations agricoles. Au recensement agricole de 2000, il n'en reste plus que quinze, sur 1511 hectares (soit 35 % de la superficie de la commune) dont 954 sont toujours en herbe pour accueillir 2169 bovins don 733 vaches, le reste des terres étant travaillé en labours pour la culture céréalière. La population agricole s'élève à 30 personnes, 15 exploitants (chef d'exploitation et membres de la famille travaillant sur l'exploitation) et 3 salariés agricoles (en équivalence temps plein soit environ le double à temps partiel). À partir des années 2000, la population de Vendresse n'est plus à dominante agricole.

#### Autres activités
Le secteur secondaire existe à Vendresse grâce à la présence d'une scierie aux abords du village.
Le secteur tertiaire non marchand n'est présent à Vendresse que par un bureau de Poste, où il n'y a aucun service public, à l'exception de la mairie et ce bureau de poste. Le secteur tertiaire marchand est peu présent avec une activité artisanale comprenant quelques représentants. Les activités de service sont peu représentées. Le village comporte quelques commerce de proximité : une épicerie générale, une boulangerie et un bar.
La commune dispose aussi d'une équipe de 14 pompiers volontaires avec un rattachement au SDIS qui assure la formation des pompiers et l'entretien du matériel.

#### Activités de loisirs
Les activités qui peuvent se pratiquer sur le territoire de la commune sont toutes des activités de plein air.
La chasse est très pratiquée à Vendresse. Les bois de la Vierge accueille sangliers, cerf et autres gibier. Ces chasses se pratiquent uniquement au moyen de cartouches chargées avec des billes d'acier, les plombs étant interdits pour éviter la pollution des eaux. Elles ne sont ouvertes qu'à des périodes déterminées, par arrêté préfectoral, en fonction des différentes espèces autorisées à la chasse.
Différentes pêches se pratiquent sur la commune de Vendresse. Un étang propose aux touristes de camper sur ses rives et d'y pêcher la carpe au kilogramme, le domaine de Vendresse propose cette même activité sur un de ces étangs. On peut aussi pêcher dans le canal des Ardennes
Aucun chemin de randonnée classé par la fédération française de la randonnée pédestre n'existe sur la commune de Vendresse. En revanche, il existe un chemin balisé dans l'arboretum du bois de la Vierge, ainsi qu'un chemin, l'ancienne voie de chemin de fer, qui relie la commune à La Cassine.

## Culture locale et patrimoine

### Lieux et monuments

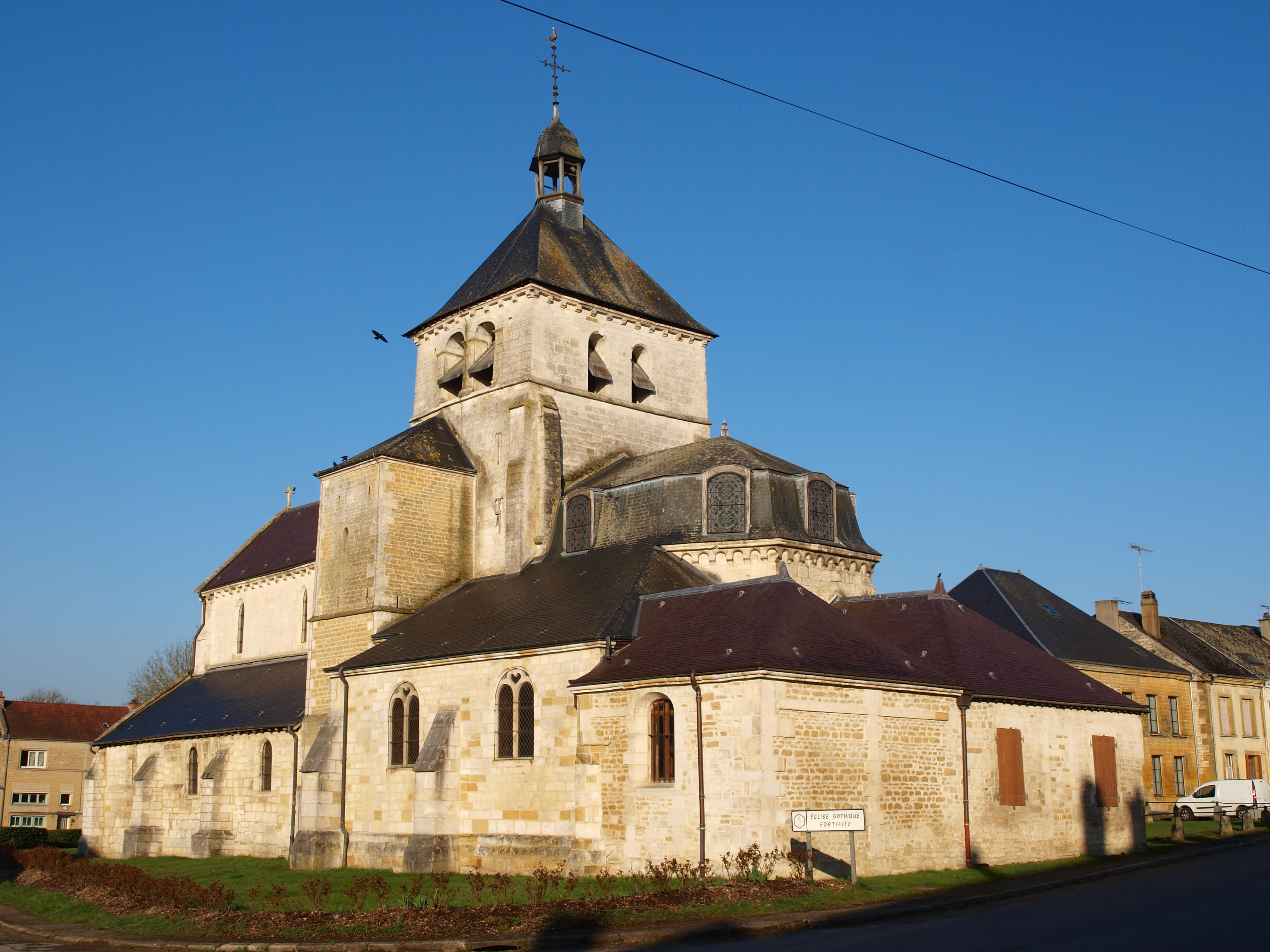
L'église Saint-Martin de Vendresse.

- Couvent des Cordeliers : siège actuel de l'Association Culturelle du Château de la Cassine, organisation de spectacles son et lumière, de soirées événementielles, www.la-cassine.com).
- Ruines du château de Louis de Gonzague et d'Henriette de Clèves : le château de la Cassine.
- Église Saint-Martin de Vendresse.
- Église Saint-François-d'Assise de la Cassine.
- La Villa la Roques où séjourna le comte Otto von Bismarck, chancelier impérial de la Prusse pendant la bataille de Sedan.
- Le Haut-Fourneau, témoin de la fonderie ardennaise date du XIXe siècle.
- Le bois de la Vierge et l'arboretum de Vendresse, où Pol Bouin planta des sapins de Douglas. Bouin y réalisait également des expérimentations sur divers sujets, comme la reproduction des fleurs.
- Étang de Vendresse où la pêche sportive de la carpe est organisée. Il accueille beaucoup de touristes souhaitant s'adonner aux joies de le pêche.
- La première chaufferie bois communale des Ardennes qui permit d'économiser 25 000 litres de fioul et 80 tonnes de CO2 et alimente 9 logements[55].

#### Le domaine de Vendresse
Le domaine de Vendresse est le lieu touristique, il est composé de l'ancien Haut-fourneau de Vendresse abritant deux expositions et une brasserie ainsi qu'un parc avec trois étangs. Il y a deux expositions permanentes :
- « Le Feu », pièce où se déroule un son et lumière retraçant l'histoire du Haut-fourneau qui coulait au XIXe siècle de la fonte et faisait la fierté de la commune.
- « L'Eau », se déroule dans la mezzanine, où était stocké le charbon du Haut-fourneau, avec de nombreuses animations ludiques pour comprendre le système de l'eau. Au rez-de-chaussée, 14 aquariums d'eau douce présentent 33 espèces de poissons présents dans les Crêtes Préardennaises.

Au domaine de Vendresse, des activités en plein-air sont organisées : la pêche à la truite, la pêche en no-kill de carpes et d'esturgeons, la pêche au kilogramme, des jeux en bois pour les plus petits et des jeux liés à l'eau pour les plus grands, une flotte de bateaux télécommandés est à la disposition des touristes sur les différents étangs.

### Personnalités liées à la commune
- Regnault d'Ambly (XIIIe siècle), connétable de Bourgogne, était seigneur de Vendresse.
- Claude-Jean-Antoine d'Ambly, député lors des Etats généraux de 1789 et maréchal de camp.
- Louis de Gonzague dit aussi Louis IV de Nevers (1539-1595), prince italien, un militaire et un homme politique français et sa femme Henriette de Nevers (1542-1601), fille aînée de François 1er. Ils décidèrent de construire le château de la Cassine en 1571, puis le couvent des cordeliers en 1579, où furent reçus entre autres Henri IV et Louis XIV[57].
- Hortense Mancini (1646-1699), nièce du cardinal Mazarin.
- Nicolas Diot (1744-1810), curé de Vendresse devint évêque constitutionnel de la Marne.
- Jean-Remacle Lissoir (1766-1841), curé de Vendresse, fut élu évêque constitutionnel du département de Samaná.
- Jean-Nicolas Gendarme (1769-1845), industriel français et maître de forge, propriétaire du haut-fourneau de Vendresse.
- Jean-Louis Baudelot (1797-1881), inventeur et brasseur, est né à Vendresse et y a inventé le réfrigérant tubulaire Baudelot en 1856 (refroidisseur de moût de bière, premier pas vers la brasserie industrielle)[58],[59].
- Otto von Bismarck (1815-1898), homme politique prussien puis allemand, séjourna à la villa La Roques pendant la bataille de Sedan[réf. nécessaire].
- Jules Joseph Émile Baudelot[60],[61] né le 14 mars 1834 à Vendresse, décédé le 22 février 1875 à Nancy. Professeur d’ichtyologie, il exerça comme professeur d'histoire naturelle à la Faculté des sciences de Strasbourg (1866) puis comme professeur de sciences à la Faculté de Nancy (jusqu'en 1868). Il occupa la chaire d'anatomie comparée et de zoologie à la Faculté de Nancy de 1871 à 1875. Neveu de Jean-Louis Baudelot.
- Paul de Lapparent (1869-1946), artiste peintre descendant de Jean-Nicolas Gendarme, fréquenta Vendresse qui fut un thème de sa peinture de paysage. Il repose au cimetière de Vendresse.
- Pol Bouin (1870-1962), biologiste, cytologiste et histologiste français, né à Vendresse.
- Albert Doyen (1882-1935), musicien né dans la commune.

### Héraldique, logotype et devise
La commune ne dispose à ce jour d'aucun blason.

## Homonymie
Vendresse est le patronyme du personnage principal de la nouvelle de Vercors « L'Imprimerie de Verdun » publiée en 1945.

## Pour approfondir